# Ocean Drive (Pop-Projekt)
Ocean Drive ist ein Danceprojekt der Produzenten Just Uman und Nicolas Carel, das zusammen mit DJ Oriska mehrere Hits in Frankreich, Belgien und der Schweiz hatte.

## Karriere
Die beiden Produzenten Uman und Carel trafen sich in einem Club in Miami und beschlossen, ein gemeinsames Projekt zu gründen. Sie benannten sich nach der bekannten Straße Ocean Drive von Miami. Gilles Luka, ehemals bei Galleon, wurde der Sänger des Projekts. 2008 stieß DJ Oriska, die in Paris zuhause ist, auf die MySpace-Seite des Projekts und erstellte einen Remix des Songs Some People, der im Internet viele Fans fand. Daraufhin schlossen sich Ocean Drive und DJ Oriska offiziell zusammen und veröffentlichten den Mix als Single. Es wurde zu einem Top-10-Hit in Frankreich und verkaufte sich über 200.000 Mal.
In der Folge setzten die vier ihre erfolgreiche Zusammenarbeit fort. Nachdem die zweite Single Without You (Perdue sans toi) sogar Platz 4 in den Charts erreicht hatte, nahmen sie gemeinsam ein ganzes Album auf, das ebenfalls in die Charts kam. 

## Diskografie

### Alben
- With the Sunshine (2009)

### Singles
- Some People (Ton désir) (2008)
- Without You (Perdue sans toi) (2009)
- Because (Connecte-toi) (2009)
- With the Sunshine (Tellement Loin) (2010)